# Ano Internacional do Patrimônio Cultural
A 21 de Novembro de 2001 foi adoptada pela Assembleia Geral da ONU a resolução de que 2002 seria o Ano Internacional do Património Cultural.
A organização de ligação para este "Ano" foi a UNESCO. O ano teve como marco o 30º aniversário da adopção da Convenção da Proteção do Patrimônio Cultural e Natural do Mundo, que sucedeu em 1972.